# روتستاک
روتستاک (به لاتین: Rotstock) یک کوه در سوئیس است که در کانتون وله واقع شده‌است. روتستاک ۳٬۶۹۹ متر بالاتر از سطح دریا واقع شده‌است.